# Collège des Cholets

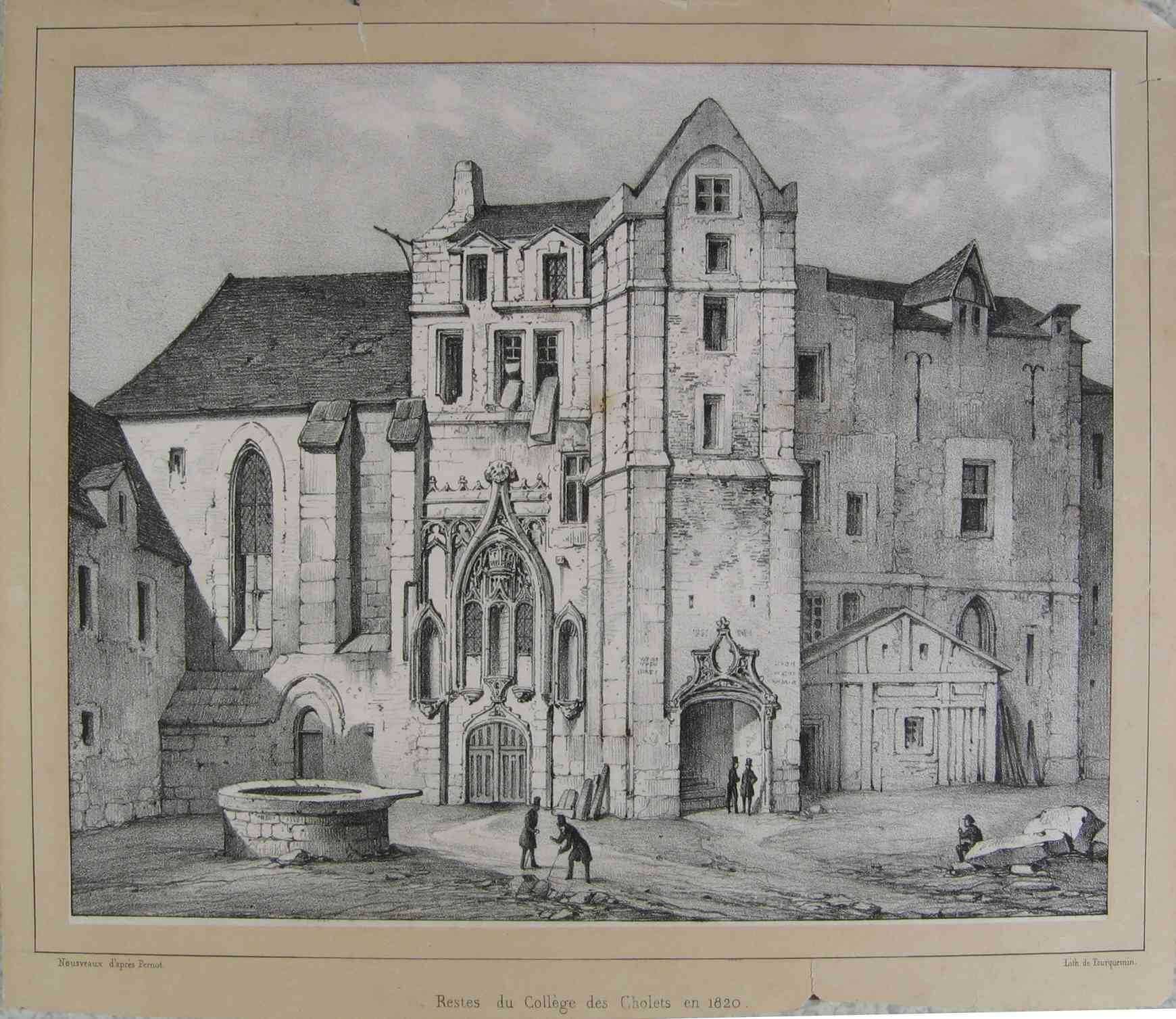
Restes du collège en 1820

Le collège des Cholets est un collège de l'ancienne université de Paris, situé au niveau de l'actuel 4, rue Cujas.

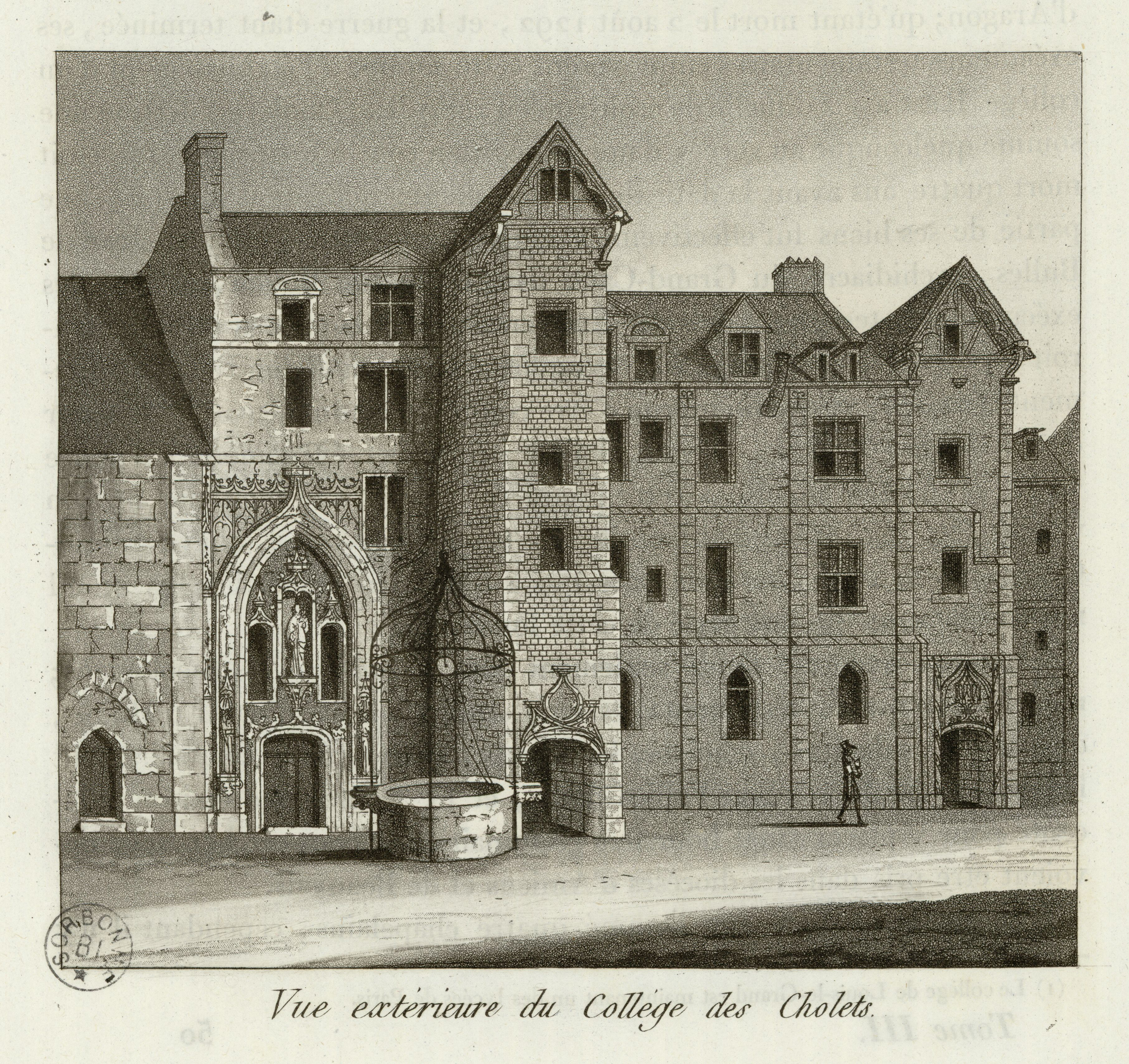
Vue extérieure du collège des Cholets (Bibliothèque Interuniversitaire de la Sorbonne, NuBIS)

## Histoire
Le collège des Cholets a été fondé à Paris en 1295, au 2 rue des Cholets, pour des étudiants originaires des diocèses de Beauvais et d'Amiens, avec l'argent qui restait de la succession du cardinal Jean Cholet, mort en 1292.
En 1656 et 1660, le collège cède plusieurs terrains au collège de Clermont au nord duquel il se situe.
Il fut réuni au collège Louis-le-Grand en 1764.